# Astragalus hissaricus
Astragalus hissaricus är en ärtväxtart som beskrevs av Vladimir Ippolitovich Lipsky. Astragalus hissaricus ingår i släktet vedlar, och familjen ärtväxter. Inga underarter finns listade i Catalogue of Life.